# 第一代亨格福德的波特爾子爵查爾斯·波特爾
查尔斯·弗雷德里克·阿爾傑農·波特尔，第一代亨格福德的波特爾子爵，KG，GCB，OM，DSO & Bar，MC（英語：Charles Frederick Algernon Portal, 1st Viscount Portal of Hungerford，1893年5月21日—1971年4月22日），英国空军元帅、英国皇家空军参谋长。

## 早期生涯

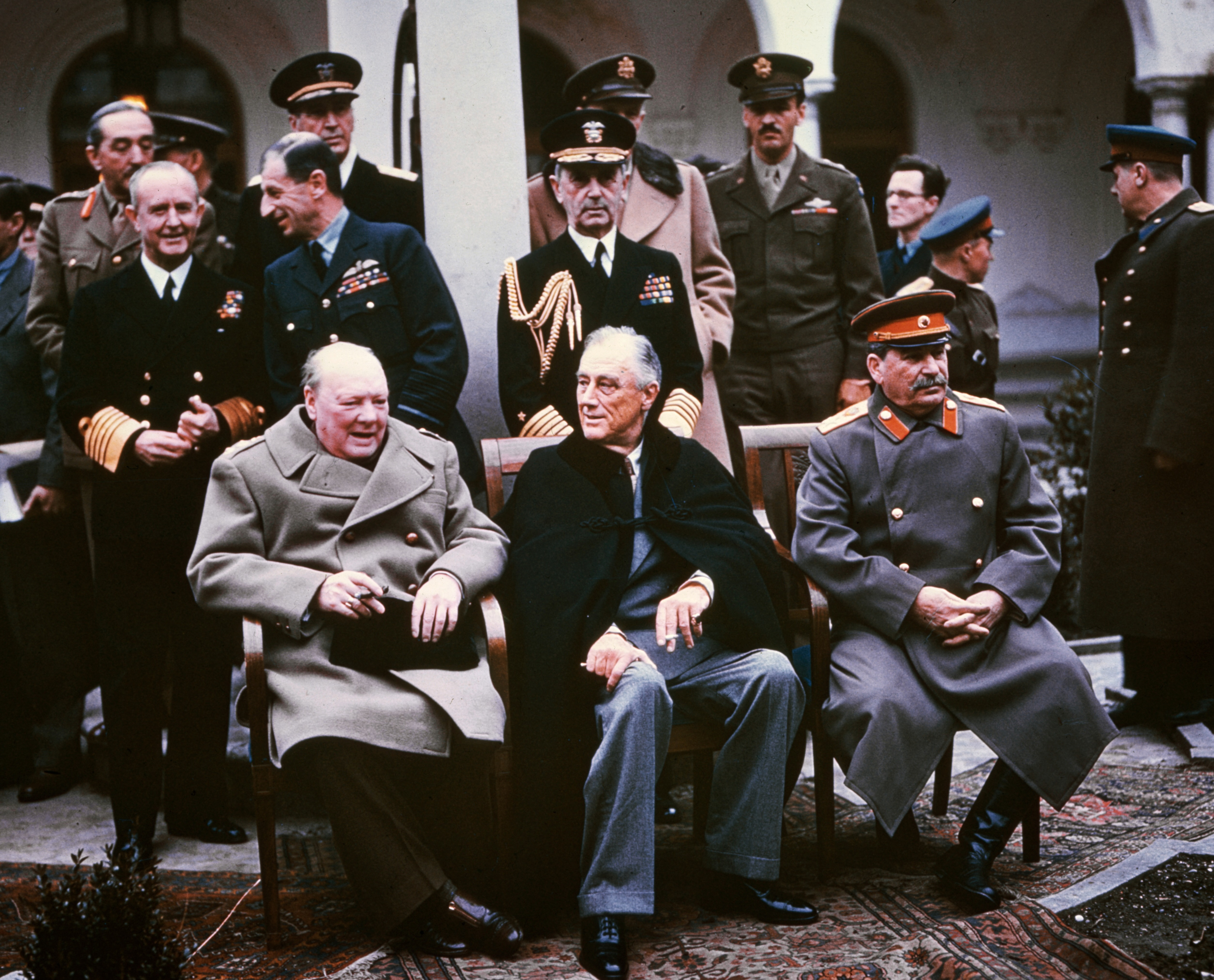
波特尔空军元帅（前排左1）与丘吉尔（左3）、布鲁克陸軍元帅（左2）、庞德海军元帅（左4）等合影

波特尔1893年5月21日生于英格兰亨格福德，毕业于牛津大学。
第一次世界大战爆发时，波特尔加入英国陆军并随英国远征军在法国参战。
1915年波特尔转入英国皇家飞行队，开始只做观察，后来开始参加飞行。在飞行队晉升中校，获得十字勳章和十字飛行榮譽勳章。1918年4月，皇家飞行队和皇家海军航空勤務队合并，成为英国皇家空军，波特尔转入空军。
二战中，他成为空军第七中队长，尽力改进轰炸准确性。